# Полный армагеддец
«Полный армагеддец» (англ. Spermageddon) — норвежский компьютерный анимационный комедийно-музыкальный фильм для взрослых, снятый режиссёрами Томми Виркола и Расмусом Сивертсеном.
Сообщалось, что фильм будет «в духе „Полного расколбаса“», а сам Виркола описывает его как «одновременно роуд-муви и эпическое приключение… очень похожее на „Властелина колец“». Продюсер Четиль Омберг сравнил его с «Южным Парком» и «Ниндзей в клеточку», сказав, что он ориентирован на «старших детей и взрослых».

## Сюжет
Фильм состоит из двух сюжетных линий, одна из которых посвящена молодой паре, имеющей первый опыт в сексе, а другая — Симену Сперматозоиду и его друзьям в поисках Яйца.

## Роли озвучивали
- Кристиан Михаэльсен[норв.] — Йенс
- Насрин Хусрави[норв.] — Лиза
- Аксель Хенни — Симен
- Матильда Томин Шторм[норв.] — Камилла
- Кристиан Рубек[норв.] — Иззмо
- Бьорн Сундквист — профессор Сальтсмак
- Ингрид Бульсё Бердал — Хьерниффер, часть мозга Йенса

## Производство
В июне 2021 года сообщалось, что производство начнётся «осенью». По состоянию на май 2022 года он находился в производстве. В марте 2024 года Виркола сказал, что фильм находится на стадии постпроизводства.

## Выпуск
Фильм «Полный армагеддец» продавался для местных дистрибьюторов на Каннском кинофестивале 2022 года в части программы Marché du Film международным агентом по продажам Charades. Проводился отбор потенциальных покупателей на Каннском кинофестивале 2024.
Премьера фильма состоялась 10 июня 2024 года на Международном фестивале анимационных фильмов в Анси в рамках секции «Midnight Specials». Фильм был показан на Международном фестивале фантастических фильмов в Пучхоне в июле 2024 года, ожидается показ на Fantastic Fest в сентябре 2024 и на Кинофестивале в Сиджесе в октябре 2024 года.
В Скандинавии фильм выйдет в прокат 10 января 2025 года SF Studios. Был продан в Адриатику, Австрию, страны Балтии, Болгарию, страны СНГ, Чехию, Францию, Германию, Венгрию, Исландию, Румынию, Сингапур, Словакию, Испанию, Швейцарию, Тайвань и Таиланд.
В России выход фильма в прокат планировался 19 июня 2025, однако в апреле Министерство культуры России отказало в выдаче прокатного удостоверения.

## Критика
На сайте Rotten Tomatoes фильм имеет рейтинг 86 % «свежести» на основе 7 рецензий кинокритиков.
Джордан Минцер из Hollywood Reporter отметил: «Местами такой грубый юмор может утомлять — сколько нам на самом деле нужно каламбуров с использованием слова „сперма“? — но создателям фильма удаётся поддерживать быстрый темп повествования и сохранять достаточную забавность, пока мы не доходим до финальной, э-э, кульминации». По мнению Мюриэль Дель Дон (Cineuropa) «„Полный армагеддец“ пропитан своего рода наивной добротой, характерной для фильмов, снятых „для всех“, но в нём также затрагиваются темы, которые совсем не подходят для семейных походов в кино. Этот контраст отлично работает и спасает фильм от цинизма и излишней вульгарности». В то же время критик издания Studvest Софи Васснес посчитала сюжет мультфильма примитивным, а юмор в духе «свет в конце уретры» «настолько дешёвым, пошлым и глупым», что «иногда вы даже почти смеётесь».